# Harry Irving
Harry Munroe Napier Hetherington Irving, oft als H. M. N. H. Irving zitiert, (* 1905; † 1993 in Kapstadt) war ein britischer Chemiker. Er war Professor an der Universität Leeds.
Er wurde 1929 bei Frederick D. Chattaway an der University of Oxford promoviert.
Er war Professor in Oxford (Vize-Prinzipal von St. Edmonds Hall) und seit 1961 Professor für Anorganische und Strukturelle Chemie an der Universität Leeds und Vorstand der Chemie-Fakultät in Leeds. Er war Gastprofessor an mehreren US-amerikanischen Universitäten und in Südafrika.
1948 führte er mit seinem Studenten Robert Williams die Irving-Williams-Reihe ein.
Er war ein Pianist mit einem Abschluss der Royal Academy of Music und in seiner Freizeit außerdem Eiskunstlaufwertungsrichter der National Skating Association.

## Schriften
- mit H. Freiser, T. S. West Compendium of analytical nomenclature : definitive rules, Pergamon Press 1977
- Techniques of Analytical Chemistry: Short Historical Survey, Science Museum 1974
- Dithizone, Royal Society of Chemistry 1977